# Силк, Джоан
Джоан Силк (англ. Joan B. Silk; род. 16 декабря 1953, Риверсайд, Калифорния) — американский приматолог и антрополог, исследовательница социального поведения приматов. Доктор философии (1981), регент-профессор Университета штата Аризона, где трудится с 2012 года. Член Американской академии искусств и наук (2015).
Окончила Pitzer College (бакалавр антропологии с отличием, 1975). В Калифорнийском университете в Дейвисе получила степени магистра (1978) и доктора философии (1981) по антропологии; два года являлась постдоком в Чикагском университете. Затем поступила на кафедру антропологии Университета Эмори (1984—1986). С 1986 по 2012 год в Калифорнийском университете в Лос-Анджелесе, на протяжении шести лет завкафедрой антропологии (1996—2001).
В 2012 году перешла в Университет штата Аризона. Фелло Американской антропологической ассоциации (1993).
Автор многих работ. Публиковалась в частности в Science, соавтор Джинн Альтманн.
Соавтор — совместно с Робертом Бойдом — учебника «How Humans Evolved» (5-е изд. — W. W. Norton, 2009; переведен на испанский (2001), французский (2003) и японский (2011) языки). Соредактор «Mind the Gap: The origins of human universals» (2010) и «The Evolution of Primate Societies» (2012).
Супруга Роберта Бойда; двое детей.